# Azaleen- und Rhododendronpark Kromlau

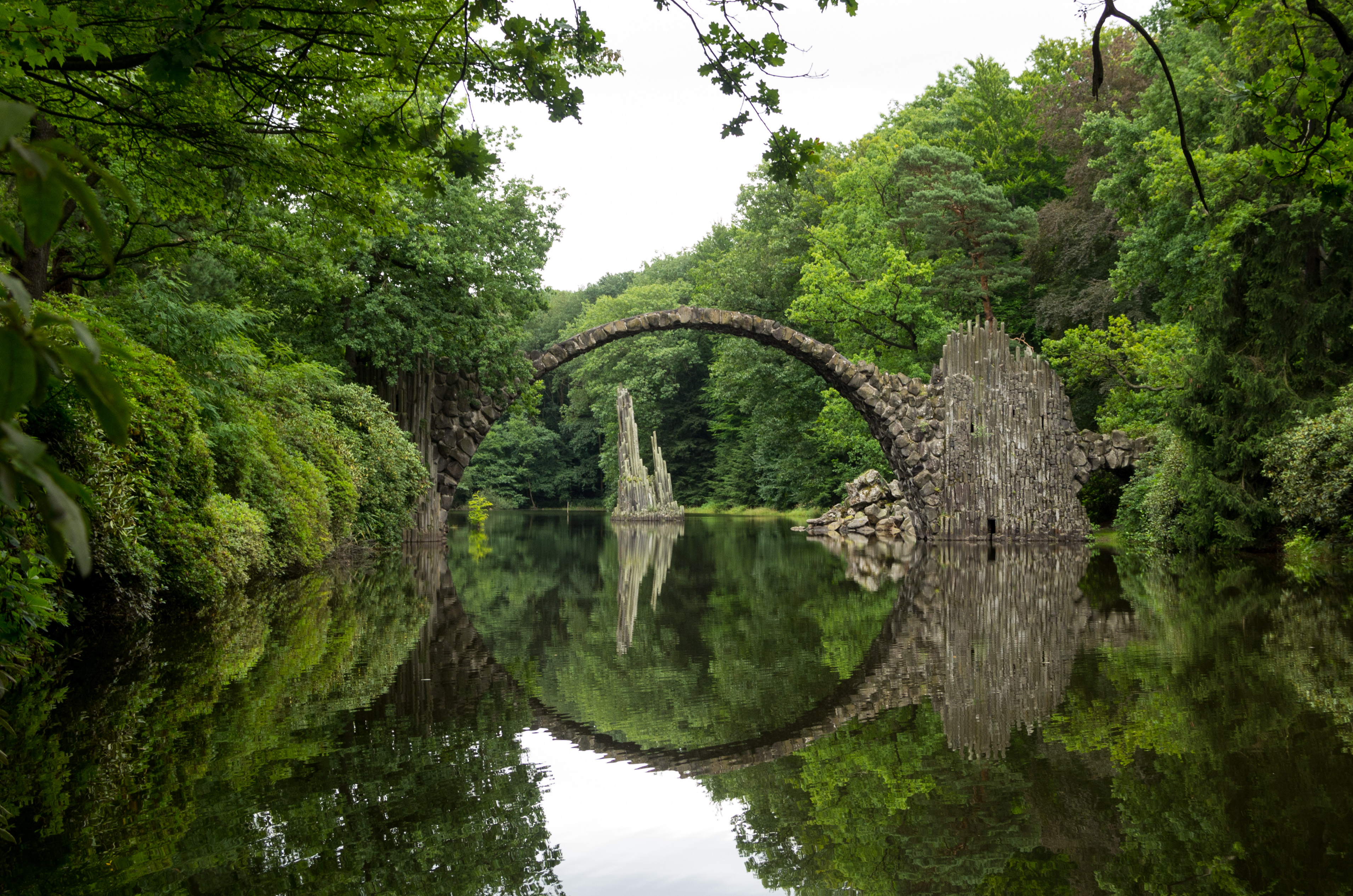
Rakotzbrücke im Azaleen- und Rhododendronpark Kromlau

Der Azaleen- und Rhododendronpark Kromlau ist ein ca. 200 ha großer Landschaftspark im Ortsteil Kromlau der Gemeinde Gablenz im Landkreis Görlitz. Er gilt als die größte Rhododendren-Freilandanlage in Deutschland und ist bei freiem Eintritt immer geöffnet.

## Geschichte

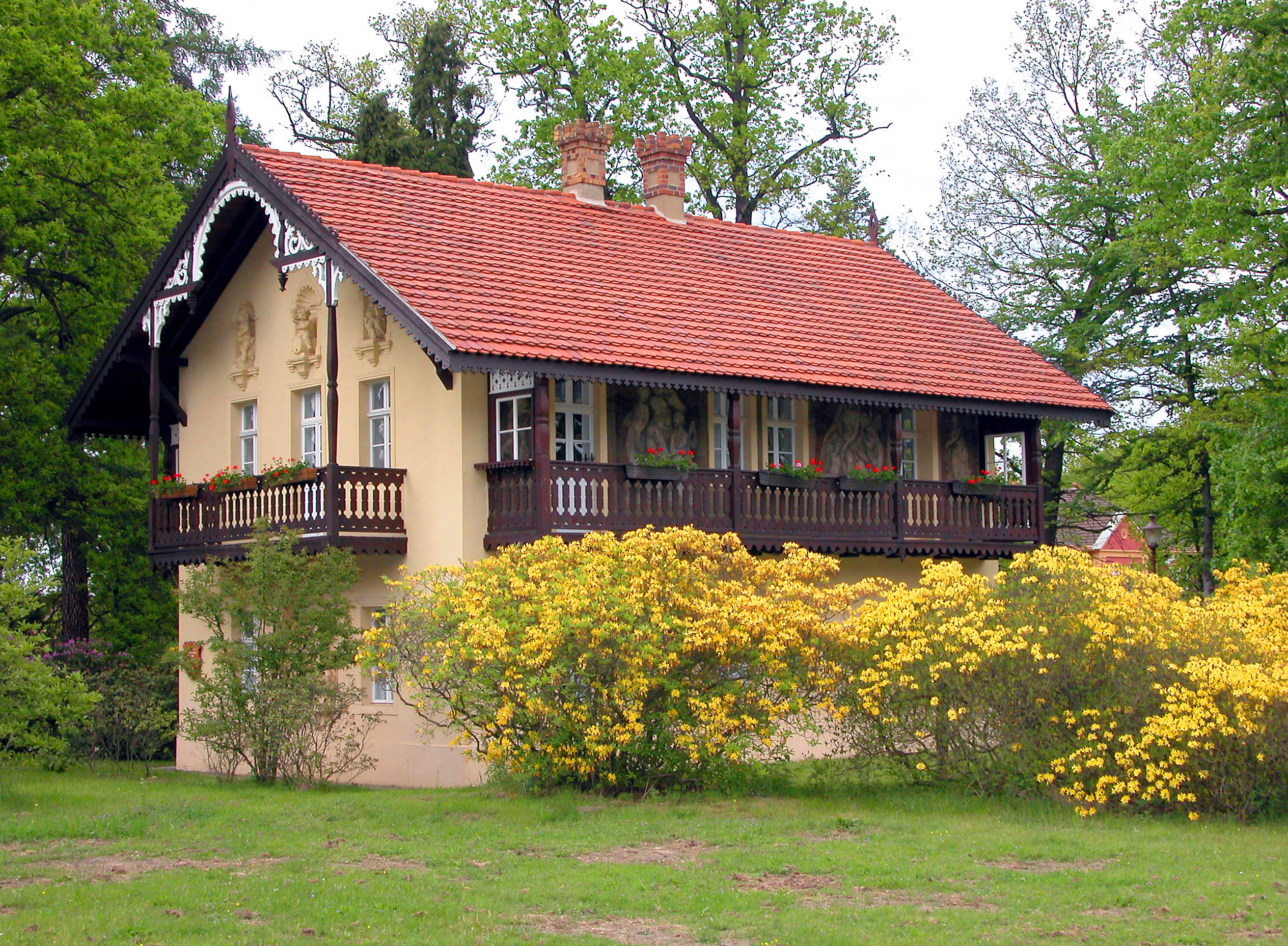
Kavaliershaus

1842 erwarb der Großgrundbesitzer Friedrich Hermann Rötschke, ein Zeitgenosse des Landschaftsgestalters Hermann Ludwig Heinrich Fürst von Pückler-Muskau, das Gut Kromlau. Ab 1844, mit den ersten Anpflanzungen einheimischer und fremdländischer Gehölze in diesem Gut, stellte Rötschke fast die Hälfte seines Besitzes zur Gestaltung des Parks zur Verfügung. Es wurden Basaltsteine mit Ochsenkarren aus verschiedenen Steinbrüchen der Sächsischen Schweiz und Böhmen herbeigeholt. Aus den sechskantigen Basaltstelen entstanden Höhlen, Grotten und Pyramiden, der Richterstuhl, die Orgel, Himmel und Hölle, im Wasser und zu Lande.

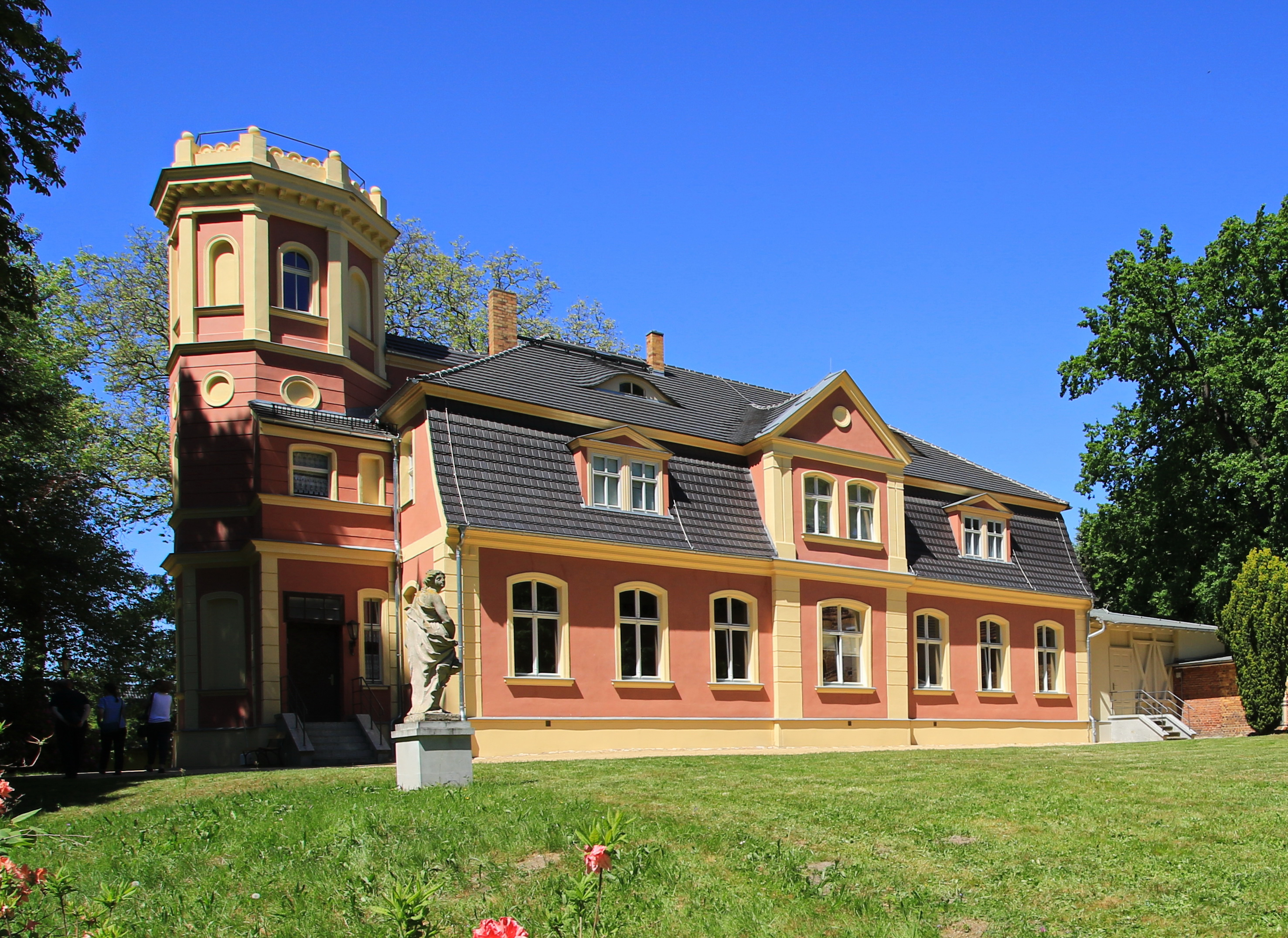
Schloss Kromlau

1875 tauschte Friedrich Herrmann Rötschke sein Rittergut gegen Bauplätze in Wilmersdorf bei Berlin ein. Das Kromlauer Schloss hatte von hier an sieben Besitzer in vierzehn Jahren. 1889 erwarb Graf von und zu Egloffstein-Arklitten das Rittergut und beauftragte ab 1893 den Gartenbauinspektor Georg Eichler mit der Parkpflege. Dieser begann neben den bisherigen Baum- und Strauchgewächsen in größerem Umfang Rhododendren und Freiland-Azaleen anzupflanzen. Sie sollten zu einem harmonisch abgerundeten Erscheinungsbild der Parkanlage beitragen. Außerdem legten die Gartengestalter in den Moorsenken eigens zum Verkauf bestimmte Blumenzüchtungen an, die einen einträglichen Nebenverdienst erbrachten und der Entwicklung des Parks zugutekamen.
Nach dem Zweiten Weltkrieg wurde der Kromlauer Park aufgrund der Bodenreform in Volkseigentum überführt und 1948 zum Naturschutzgebiet erklärt. Erst ab 1966 begannen die zielgerichtete Pflege und Rekonstruktion des Parks. Heute ist die Gemeinde Gablenz Eigentümer des Kromlauer Parkes.
Zu den interessantesten Bauwerken im Kromlauer Park zählen das Kromlauer Schloss und die von 1863 bis 1882 aus Basalt- und Feldsteinen errichtete Rakotzbrücke (Rakotz = Sorbisch für Krebs), die im Volksmund auch Teufelsbrücke genannt wird. Mit einer Spannweite von 35 m quert sie den Rakotzsee, kann jedoch nicht mehr betreten werden. Ihr Halbkreis spiegelt sich im See und bildet so optisch einen vollständigen Kreis. Die im See angeordneten Basaltsäulen werden Orgel genannt. Eine Reihe von Wanderwegen erschließt den Park und die weiteren Sehenswürdigkeiten.

## Sanierungsarbeiten

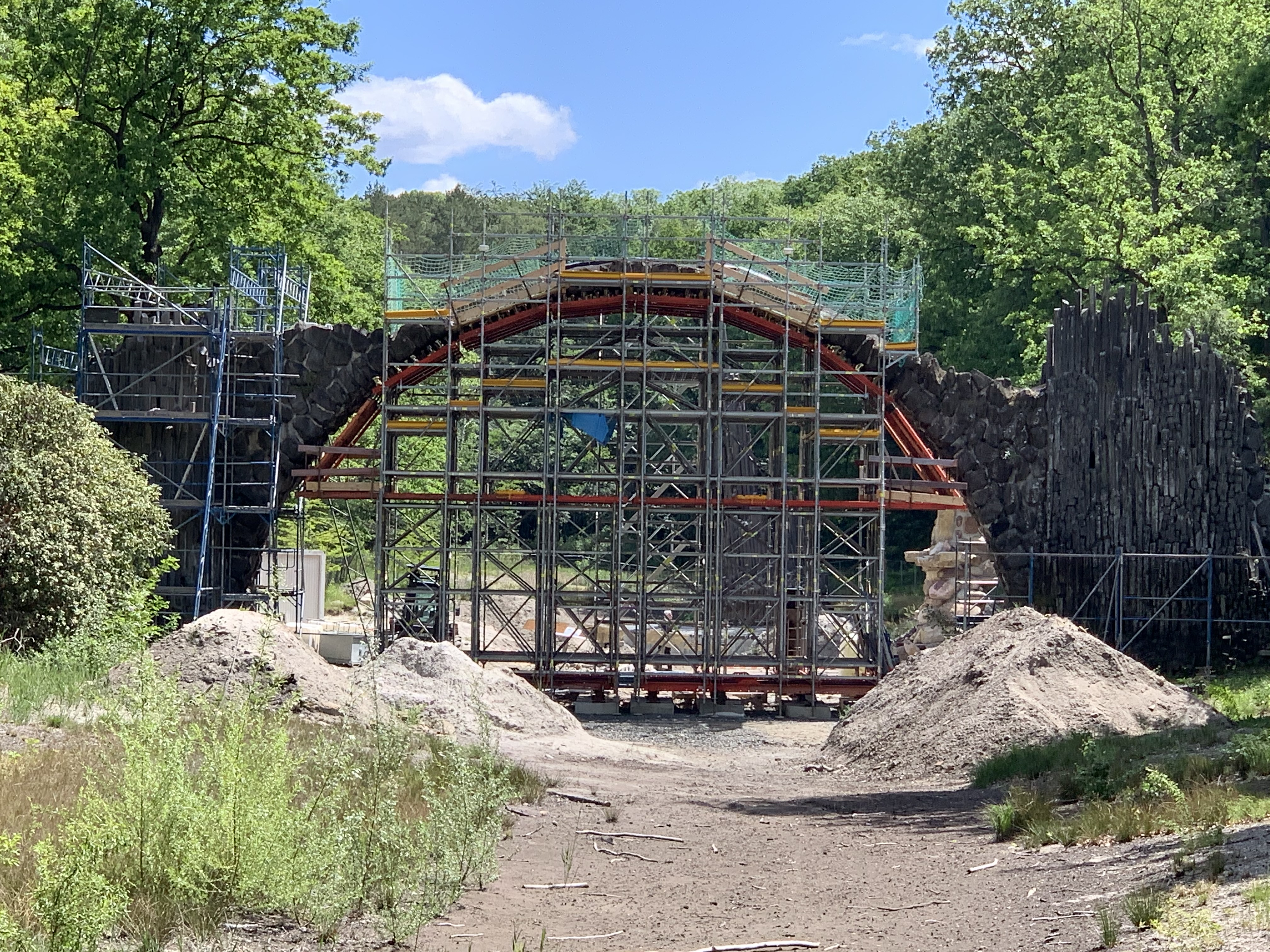
Rakotzbrücke mit Baugerüst

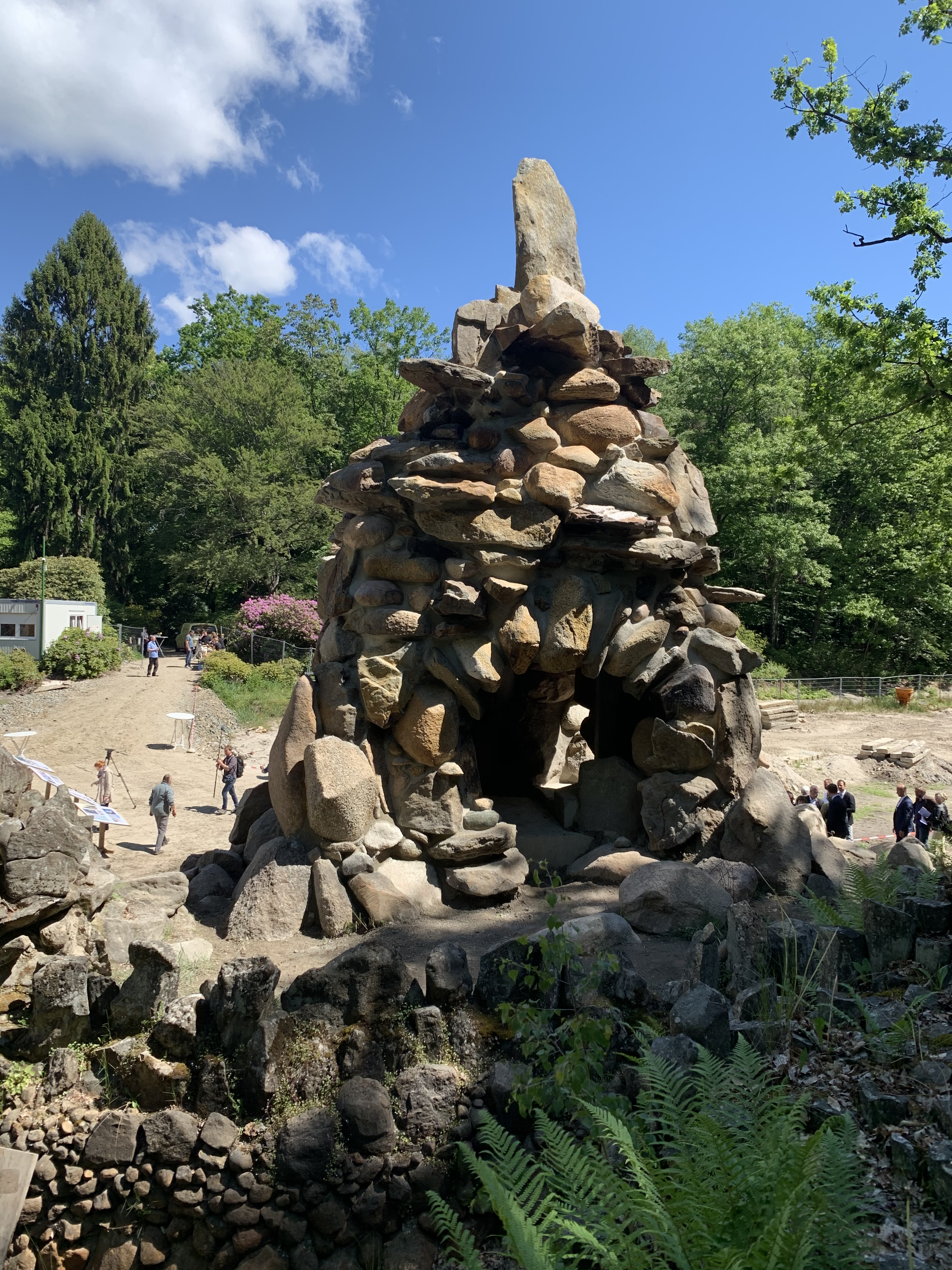
Wiederaufbau der Grotte

Die Sanierungsarbeiten starteten am 11. August 2017. Sie wurden durch das Bund-Länder-Programm „Städtebaulicher Denkmalschutz“ und „Zukunft Stadtgrün“ in Höhe von 2,4 Millionen Euro und 2,7 Millionen Euro finanziert.
Saniert wurden das Rakotz-Ensemble (Rakotzbrücke, Basaltsäulengruppe und die 1956 eingestürzte Grotte zwischen Rakotzbrücke und Freitreppe), die Parkwege und die Steingruppe „Richterstuhl“ im Westteil des Parks. Hinzu trat die Restaurierung der historischen Brücke am Inselteich, ebenfalls im Westteil, und von historischen Skulpturen. Moderne Ergänzungen sind der Mehrgenerationenspielplatz von 2018 in der Nähe des Schlosses, der Bau eines Infopunkts mit Toilettenanlage und der Ausbau des Besucherparkplatzes.
Das Baugerüst um die Brücke wurde im November 2020 entfernt, danach der Rakotzsee abgedichtet, um einen gleichbleibenden Wasserspiegel und den Spiegeleffekt zu gewährleisten. Obgleich zu Pfingsten 2021 pandemiebedingt erneut kein Park- und Blütenfest stattfinden konnte, war die fertiggestellte Brücke angesichts des fast vollständig gefüllten Rakotzsees gut besucht. Nach Abschluss der Sanierung eröffnete der sächsische Ministerpräsident Michael Kretschmer am 10. Juli 2021 die Anlage offiziell.

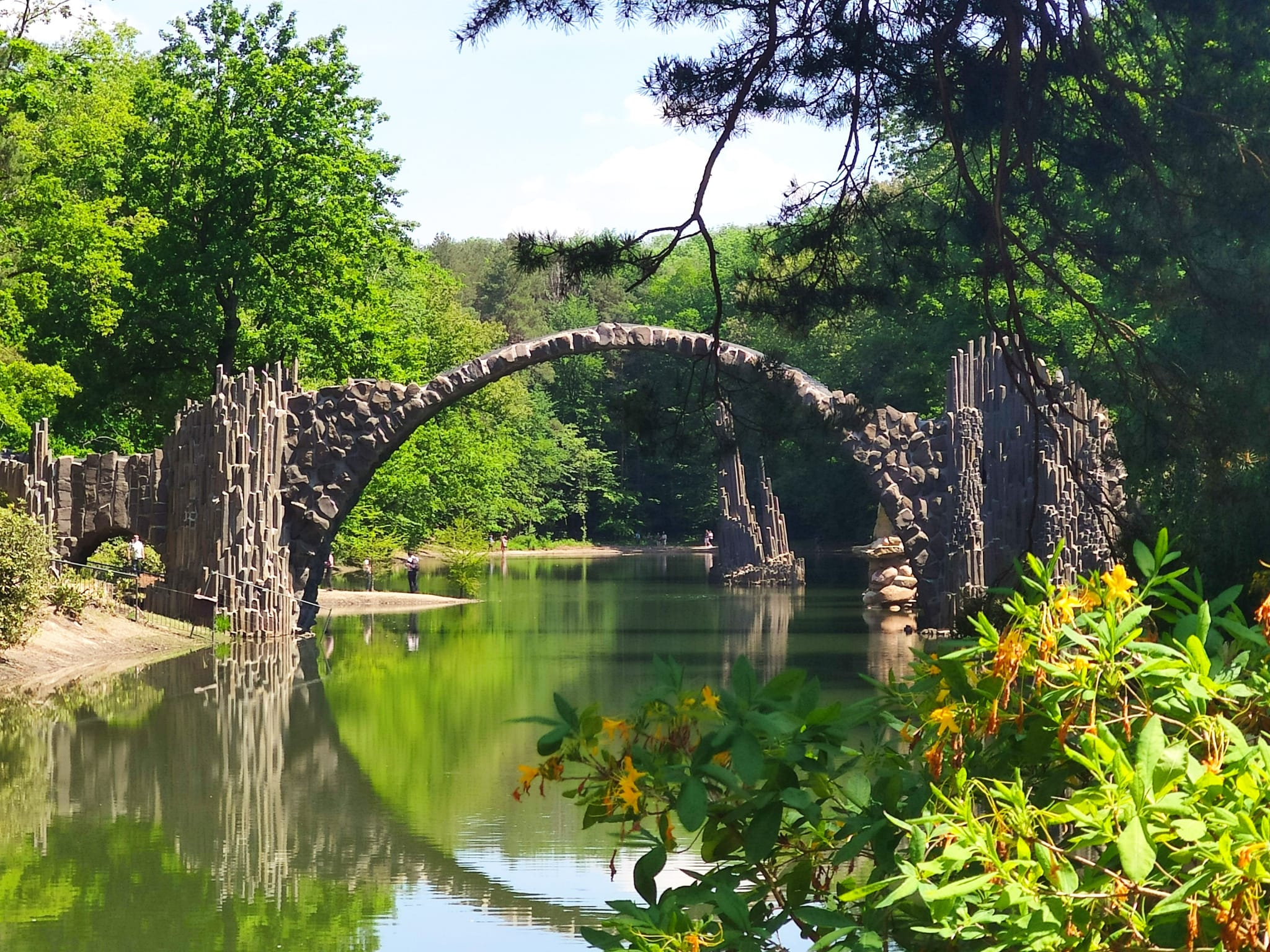
Rakotzbrücke im Kromlaupark nach der Sanierung im Juni 2021

## Sonstiges
Alljährlich zu Pfingsten findet das Park- und Blütenfest statt, zu dem bis zu 35.000 Besucher kommen.
Neben den herkömmlichen Verkehrsmitteln erreicht man den Azaleen- und Rhododendrenpark auch von Weißwasser/Oberlausitz mit der Waldeisenbahn Muskau.
Kromlau ist seit 2011 Mitglied im Gartenkulturpfad beiderseits der Neiße und seit 2017 Mitglied im Europäischen Parkverbund Lausitz.
Dies kommt der Förderung und der touristischen Vermarktung zugute. Weiterhin dienen die in diesem Rahmen stattfindenden Parkpflegeseminare dem Erhalt und der Pflege der Anlagen.